# POLARIX
POLARIX는 2025년에 데뷔한 9인조 보이 그룹이다.